# واتارو یامادا
واتارو یامادا (انگلیسی: Wataru Yamada؛ زادهٔ ۱۰ دسامبر ۱۹۶۶) بوکسور اهل ژاپن بود.